# Квинтанс, Ана
Ана Квинтанс (порт. Ana Quintans) — португальская оперная певица, сопрано.

## Биография
В 1998 году, после завершения обучения на скульптора, поступила на вокальное отделение в Консерваторию Лиссабона. В 2002—2004 годах училась в летней школе для молодых вокалистов
OPERAPLUS в Бельгии. Продолжила обучение (2005—2006) в Генте во Фландрской оперной студии со стипендией от Фонда Гульбекяна. Специализируется на исполнении музыки эпохи барокко, работает с дирижёрами: Уильямом Кристи, Мишелем Корбозом, Венсаном Дюместром, Энрико Онофри, Антонио Флорио, Аланом Кертисом, Маркошем Магальанешем и Марком Минковски.

## Оперный репертуар
- Франческо Кавалли: Аврора/Амур, «Эгисф»[1];
- Жан-Батист Люлли: Ацис, «Ацис и Галатея»;
- Клаудио Монтеверди: Амур, Добродетель, Друзилла, «Коронация Поппеи»;
- Жан-Филипп Рамо: Аржи, «Паладины»;
- Генри Пёрселл: Белинда/Вторая колдунья, «Дидона и Эней»;
- Георг Фридрих Гендель: Аталанта, «Ксеркс»;
- Марк Антуан Шарпантье: Ионафан, «Давид и Ионафан»;
- Вольфганг Амадей Моцарт: Памина/Первая дама/Первый паж, «Волшебная флейта»;
- Джованни Паизиелло: Лизетта, «Лунный мир»;
- Нино Рота: Scoiattolo, «Il scoiattolo in gamba»